# Stéphane Bohli
Stéphane Bohli (* 25. Juli 1983 in Genf) ist ein ehemaliger Schweizer Tennisspieler.

## Karriere
Bohli gewann in seiner Juniorenkarriere die Doppelkonkurrenz der US Open im Jahr 2001 und begann im Jahr darauf seine Profilaufbahn. In seiner Karriere gewann er drei Einzeltitel auf der Challenger Tour und stand einmal im Doppel-Final eines Turniers der World Tour. 2008 verlor er in Gstaad an der Seite von Stanislas Wawrinka gegen Jaroslav Levinský und Filip Polášek. Bei Grand-Slam-Turnieren gelang ihm lediglich 2008 die erfolgreiche Qualifikation bei den US Open, er schied jedoch in der Auftaktrunde gegen Jiří Vaněk aus.
2007 und 2008 wurde er für vier Begegnungen in die Schweizer Davis-Cup-Mannschaft berufen. Insgesamt sechsmal kam er im Einzel zum Einsatz und gewann vier dieser Matches.
Im Oktober 2013 beim Challenger-Turnier in Genf bestritt er sein letztes Spiel, in dem er dem Niederländer Thiemo de Bakker in vier Sätzen unterlag.
Wegen wiederholten Verletzungsproblemen erklärte Bohli am 3. Februar 2014 seinen Rücktritt vom aktiven Leistungssport und wurde Trainer im Leistungszentrum Biel von Swiss Tennis.

## Erfolge
| Legende (Anzahl der Siege)  |
| Grand Slam                  |
| ATP World Tour Finals       |
| ATP World Tour Masters 1000 |
| ATP World Tour 500          |
| ATP World Tour 250          |
| ATP Challenger Tour (3)     |

### Einzel

#### Turniersiege
| Nr. | Datum         | Turnier      | Belag     | Finalgegner      | Ergebnis       |
| --- | ------------- | ------------ | --------- | ---------------- | -------------- |
| 1.  | 3. Mai 2008   | Lanzarote    | Hartplatz | Lu Yen-hsun      | 6:3, 6:4       |
| 2.  | 26. Juli 2009 | Recanati (1) | Hartplatz | Andrei Golubew   | 6:4, 7:64      |
| 3.  | 25. Juli 2010 | Recanati (2) | Hartplatz | Adrian Mannarino | 6:0, 3:6, 7:65 |

### Doppel

#### Finalteilnahmen
| Nr. | Datum         | Turnier | Belag | Partner            | Finalgegner                     | Ergebnis         |
| --- | ------------- | ------- | ----- | ------------------ | ------------------------------- | ---------------- |
| 2.  | 13. Juli 2008 | Gstaad  | Sand  | Stanislas Wawrinka | Jaroslav Levinský Filip Polášek | 6:3, 2:6, [9:11] |